# Амвросий (Мережко)
Архиепископ Амвросий (в миру Адриа́н Гео́ргиевич Мере́жко; 25 августа (6 сентября) 1889, Киевская губерния — 9 декабря 1974, Бостон) — епископ Русской зарубежной церкви на покое, до 1972 года — архиепископ Питтсбургский и Пенсильванский Православной церкви в Америке.

## Биография
Родился 25 августа 1889 года под Киевом в благочестивой крестьянской семье. В семье он был старшим ребенком, и кроме его, было ещё четверо братьев и сестра.
В молодости окормлялся в Киево-Печерской Лавре.
Успехи в начальной школе радовали отца Адриана и он возымел твёрдое желание дать своему первенцу высшее образование. Однако, во время пребывания уже в гимназии, хозяйственные дела в семье настолько ухудшились, что Адриан вынужден был, не окончив гимназии, оставить этот храм науки и отправиться на поиски какой-либо службы, чтобы помочь семье.
Он поступил на службу в Министерство Внутренних Дел, где служил в администрации Екатеринославской губернии и дослужился в нём до чина Губернского Секретаря.
В 1916 году Екатеринославский Губернатор был переведен в Акмолинскую область. Он усиленно уговаривал Адриана поехать вместе с ним, обещая предоставить ему хорошую службу в одном из учреждений на просторах Сибири. Но пришедшая революция помешала этому. Далее, последовали — участие в освобождении России от нашествия безбожного интернационала, поход за границу под водительством, блаженной памяти Генерала П. Н. Врангеля, со многими тысячами верных сынов своей Родины.
Во время Гражданской войны воевал в Белой армии. В 1920 году эвакуировался из Крыма.
Приехал в США в 1923 году и познакомился там с архиепископом Виталием (Максименко), под началом которого получил богословское образование.
До принятия сана священнослужителя состоял в браке, у него была дочь.
В 1938 году принимал деятельное участие в устройстве Владимирских торжеств по случаю 950-летие Крещения Руси.
В том же году был рукоположён во диакона и служил в Вознесенском кафедральном соборе в Бронксе, в Нью-Йорке.
В 1939 году митрополитом Сан-Францисским Феофилом (Пашковским) был рукоположён во пресвитера и назначен настоятелем Спиридониевского прихода в городе Перт-Амбой, штат Нью-Джерси.
После разрыва между русской «Северо-Американской митрополией» и Зарубежной Церковью в ноябре 1946 года, остался в ведении первой.
11 сентября 1955 года был хиротонисан во епископа Ситкинского и Аляскинского.
С июня по ноябрь 1962 года также временно управлял Японской Православной Церковью. 1 июня 1962 года в сопровождении архиепископа Иринея прибыл в Японию; чрезвычайное заседание Консистории на следующий день одобрило отъезд архиепископа Никона
и признало епископа Аляскинского временно управляющим Церковью.
В 1967 году был назначен архиепископом Питтсбургским и Западно-Вирджинским, возглавив самую многочисленную епархию митрополии. Архиепископ Амвросий (Мережко) был архиепископом Питтсбурга и Западной Вирджинии, начиная с 1967 года. Одним из его главных достижений было улучшение финансовой стабильности в епархии путем введения епархиальных экспертиз.
В 1972 году ушёл на покой и обратился к Перевоиерарху РПЦЗ Филарету (Вознесенскому), после чего был принят в состав Русской Православной Церкви Заграницей. О причинах этого шага написал так: 

За последнее время в Православной Церкви Америки с особым усердием ведётся гонение на употребление церковно-славянского языка в богослужениях, сокращение последних, насаждение нового Григорианскаго календаря, введение общей исповеди вместо индивидуальной и преподание Причастия без разбора. Но упоминание о подобных явлениях в моем докладе вызвало в Соборе Епископов такой взрыв, что я живо почувствовал, что не могу более терпеть такого направления церковной жизни и нести за него ответственность. Вот причина, по которой я обратился к Высокопреосвященному Митрополиту Филарету с просьбой о принятии меня в состав Епископата Русской Православной Церкви Заграницей, хранящего заветы умученного Патриарха Тихона.

Служил в Синодальном соборе в Нью-Йорке и в других приходах Зарубежной Церкви в США. В марте 1973 году из-за своих преклонных лет и слабого здоровья удалился в Преображенский монастырь в Бостоне.
На праздник Собора святого Архистратига Михаила принял великую схиму. Так как Владыка уже давал монашеские обеты при постриге в мантию, то настоятель монастыря архимандрит Пантелеимон (Метропулос) просто задал вопрос: «Владыко, желаете ли Вы стать схимником?» (в православных церквах греческой традиции не постригают в малую схиму). По афонскому обычаю, ему не было дано новое имя, так как оно уже было дано ему при первом постриге.
Скончался 9 декабря 1974 года в Бостонском Преображенском монастыре. Похоронен за алтарём кафедрального собора Свято-Троицкого монастыря в городе Джорданвилль.
Отпевание состоялось 29 ноября/12 декабря в Свято-Троицком монастыре в Джорданвилле, куда был доставлен накануне вечером. Отпевание совершил епископ Лавр (Шкурла) в сослужении монастырской братии.